# Makilingia panayensis
Makilingia panayensis är en insektsart som beskrevs av Baker 1924. Makilingia panayensis ingår i släktet Makilingia och familjen dvärgstritar. Inga underarter finns listade i Catalogue of Life.